# Baltinglass
Baltinglass (iriska: Bealach Conglais) är en ort i republiken Irland.   Den ligger i grevskapet Wicklow och provinsen Leinster, i den centrala delen av landet, 50 km sydväst om huvudstaden Dublin. Baltinglass ligger 128 meter över havet och antalet invånare är 2 061.
Terrängen runt Baltinglass är platt västerut, men österut är den kuperad. Runt Baltinglass är det ganska glesbefolkat, med 21 invånare per kvadratkilometer. Närmaste större samhälle är Carlow, 18,0 km sydväst om Baltinglass. Trakten runt Baltinglass består i huvudsak av gräsmarker.